# Гіппоботи
Гіппоботи (дав.-гр. ῾Ιπποβόται, досл. «годувальники коней») — назва аристократичної верхівки у Халкіді (Стародавня Греція). Великі власники шляхетного походження, чиїх статків вистачало на утримання коней, завдяки чому з них формувалася кіннота — ударна сила халкідського війська.
Одним з відомих гіппоботів був Амфідамант, який загинув під час Лелантської війни. Після війни всевладдю гіппоботів поклав край тиран Антилеонт. Але після усунення тирана Фокса гіппоботи повернули собі владу.
В Еретрії халкідським гіппоботам відповідали «вершники» (грец. ἱππεύς), в Колофоні і Магнесії — «гіппотрофи» (грец. ἱπποτρόφοι), на Самосі і у Сіракузах— «геомори» («гамори», грец. γεωμόροι, γάμοροι), в Фівах — «спарти» (грец. σπαρτοί), в Афінах — «евпатриди» (грец. εὐπατρίδαι).